# Véronique Guillotin
Véronique Guillotin, née le 3 novembre 1962, est une femme politique française. Médecin de formation, elle est membre du Parti radical et sénatrice de Meurthe-et-Moselle depuis 2017.

## Biographie
Elle est mariée et mère de trois enfants.

### Parcours académique et vie professionnelle
Diplômée de la faculté de médecine de Nancy I, elle soutient en 1989 la thèse : Des agranulocytoses à la salazopyrine: à propos d'une polyarthrite rhumatoïde et revue de la littérature. Par ailleurs titulaire d'un diplôme universitaire (DU) en nutrition et d'une capacité en gérontologie, elle choisit d'exercer la profession de médecin généraliste à Villerupt.
Elle exerce la médecine libérale jusqu'en 2010, date à laquelle elle rejoint le centre hospitalier Hôtel-Dieu de Mont-Saint-Martin, dans lequel elle occupera successivement les postes de coordinatrice de l'hospitalisation à domicile (HAD), puis de présidente de la commission médicale d'établissement (CME).

### Carrière politique
Parallèlement à ses activités professionnelles, elle décide en 2007 de s'engager en politique en tant que suppléante d'Édouard Jacque aux élections législatives, puis en 2008 en devenant conseillère municipale dans sa commune de Villerupt, en Meurthe-et-Moselle, mandat qu'elle conserve jusqu'à son élection au Sénat en septembre 2017.
En 2009, elle rejoint le Parti radical, plus ancien parti politique français, devenu Mouvement radical.
Lors du scrutin de 2016, elle est élue au conseil régional du Grand-Est, au sein duquel elle exercera la fonction de vice-présidente chargée de la santé.
Depuis son élection au Sénat en septembre 2017, et en vertu de la loi sur le non-cumul des mandats, Véronique Guillotin choisit de ne conserver que son siège de conseillère régionale et de quitter ses fonctions de conseillère municipale et de vice-présidente de région.

### Activités parlementaires
Membre du groupe RDSE au Sénat, elle siège à la commission des affaires sociales et exerce la fonction de vice-présidente de la commission des affaires européennes. Investie sur les questions de santé publique, elle a co-écrit en 2018 un rapport d'information sur l'accès précoce aux médicaments innovants avec ses collègues Catherine Deroche et Yves Daudigny.
Le 3 juin 2021, elle dépose, avec deux autres sénateurs, un rapport intitulé "Crises sanitaires et outils numériques : répondre avec efficacité pour retrouver nos libertés", dans le cadre de la délégation à la prospective. Le journal suisse "Le Temps" s'inquiète : "Les élus suggèrent de créer une véritable société de surveillance en cas de nouvelle crise majeure, en contrôlant de très près les agissements des citoyens et en restreignant sensiblement leurs libertés individuelles."

### Vie associative et bénévolat
Impliquée dans la vie associative et sportive de son département, Véronique Guillotin est passionnée de judo. Ceinture noire et troisième dan, elle a officié durant 27 années à la présidence du judo club de Villerupt, devenu par la suite Judo 3 Frontières.